# پوکا اورکو (ایاکوچو)
پوکا اورکو (به اسپانیایی: Puka Urqu) یک محوطه باستانی در پرو است که در منطقه آیاکوچو واقع شده‌است. پوکا اورکو ۳٬۸۰۰ متر بالاتر از سطح دریا واقع شده‌است.